# Отрок Іван Сергійович
Іван Сергійович Отрок (нар. 13 лютого 1991) — український футболіст, півзахисник.

## Біографія
Іван Отрок народився 13 лютого 1991 року. У ДЮФЛ виступав у складі маріупольського «Іллічівця» (2004—2008 роки — 74 матчі — 19 м'ячів). 2007—2012 роки Іван провів за дубль маріупольського «Іллічівця», зігравши загалом у різних турнірах 144 матчі, у яких забив 11 м'ячів. Улітку 2013 року в Кубку та чемпіонаті України серед аматорів захищав кольори миколаївського «Торпедо» — 11 матчів. У 2014 році виступав у складі хлібодарівського «Колоса». Цього року Іван Отрок у Другій лізі у складі «НПГУ-Макіїввугілля» зіграв 12 матчів. У середині червня 2015 року перейшов до «Інгульця»

## Досягнення
- Друга ліга чемпіонату України
  -  Бронзовий призер (1): 2015/16